# Лишка, Богумир
Богумир Лишка (чеш. Bohumír Liška; 2 октября 1914, Чейетички, ныне в составе города Млада-Болеслав — 8 сентября 1990, Карловы Вары) — чешский дирижёр.
Вырос в Бероуне, с детства играл на скрипке, фортепиано и органе, в девять лет дал первый концерт. Окончил Пражскую консерваторию (1938), где изучал дирижирование у Павла Дедечека и композицию у Отакара Шина. Короткое время работал репетитором в различных пражских оперных и хоровых коллективах, в том числе и в Национальном театре. В 1939 году по приглашению Рафаэля Кубелика перебрался в Брно, в течение одного сезона репетитор и дирижёр Брненской оперы, которая годом позже была закрыта немецкой оккупационной администрацией. В 1941—1957 гг. преподавал в консерватории, а с 1951 г. и в Академии музыки имени Яначека. В 1942 г. основал Брненский камерный оркестр, в 1951 г. несколько месяцев возглавлял Карловарский симфонический оркестр. В послевоенные годы вернулся и в оперный театр. Во второй половине 1950-х гг. постепенно перебрался в Прагу, преподавал в консерватории с 1957 г. и в академии с 1958 г., одновременно руководил оперной программой Пльзеньского театра, где, в частности, в 1957 году дирижировал чехословацкой премьерой оперы Сергея Прокофьева «Игрок». В 1968—1981 гг. главный дирижёр Оркестра Пльзеньского радио. С 1967 г. вновь работал в Национальном театре в Праге вплоть до выхода на пенсию в 1985 г., однако и в конце 1980-х гг. иногда дирижировал оперными постановками в Пльзене.